# Rūmrāmā

Bandiera dei Neo-assiri

Rūmrāmā (in aramaico: ܪܘܼܡܪܵܡܵܐ; IPA: /ruːmˈraːmaː/) è de facto l'inno del popolo assiro, scritto nella seconda metà del XX secolo da Yosip Bet Yosip (1942) e musicato da Nebu Juel Issabey. 

## Testo
ܕܐܘܼܡܬܲܐ ܐܵܬܘܿܪ ܟܵܠܲܚ ܒܫܠܵܡܵܐ 

ܗܿܝ ܕܗܘܸܐ ܠܵܗܿ ܕܲܪܓܘܼܫܬܵܐ ܕܡܲܪܕܘܼܬܵܐ 

ܩܵܐ ܐܝܼܩܵܪܵܐ ܕܐܲܒܼܵܗܵܬܲܢ 

ܐܵܢܝܼ ܕܦܪܸܣܠܗܘܿܢ ܠܡܸܬ ܥܲܡܪܵܢܝܼܬܵܐ 

ܐܵܢܝܼ ܕܡܗܘܼܪܝܵܐ ܠܗܘܿܢ ܐܵܗ ܒܲܪܢܵܫܘܼܬܵܐ 

ܕܥܵܡܪܵܐ ܗܘܵܐ ܒܫܠܵܡܵܐ ܗܲܠ ܐܵܒܵܕܘܼܬܵܐ 

ܕܚܲܝܘܿܗܿ ܥܵܒܼܪܝܼ ܗܘܵܘ ܒܪܘܵܚܲܢܝܘܼܬܵܐ 

ܕܝܵܪܡܵܐ ܗܘܵܐ ܒܡܵܪܝܵܐ ܓܵܘ ܥܸܠܵܝܘܼܬܵܐ»
D-Ūmta Ātūr kālaḥ b-šlāmā 

Hay d-whīlhā dargūštā d-Mardutā 

Qā īqārā d-Avāhātan 

Ānyī d-prēslhūn l-mīt'amrānītā 

Ānyī d-mhūdyalōn āh Barnāšūtā 

D-āmrāwā b-šlāmā hal ābādūtā 

D-ḥayōhō āvryī wāw b-rwāḥanyūtā 

D-yārmāwhā b-Māryā gāw Elāyūtā»

### IPA
qaː ruːmraːmaː dʃimmaː raːːmaː 

duːmtʰaː aːtʰuːr kʰaːlaḥ bʃlamaː 

ai dwiːlaː daɡuːʃtʰaː dmarduːtʰaː 

qaː iqaːraː dawaːhaːtʰan 

aːniː preːslhuːn lmiːtˈamraːnitʰaː 

aːniː dmuːdjaluːn aːh barnaːʃuːtʰaː 

daːmraːwaː bʃlaːmaː hal aːbaːduːtʰaː 

dḥajoːhoː oːriːwoː bruːaːhaːiuːtʰaː 

djaːrmaːwaː bmaːrjaː goː illaːiu:tʰaː

### Traduzione
Per l'ammirazione del grande nome 

della Nazione dell'Assiria in pace, 

Essa che è la culla della Civiltà; 

Per l'onore dei nostri antenati, 

loro che si sono diffusi nel mondo, 

Ah, loro che hanno guidato l'Umanità; 

Che esista in pace per l'eternità 

Viva in spiritualità 

Raggiunga la grandezza in Dio onnipotente